# Brunsvart sköldlav
Brunsvart sköldlav (Melanelia disjuncta) är en lavart som först beskrevs av Erichsen, och fick sitt nu gällande namn av Essl. Brunsvart sköldlav ingår i släktet Melanelia och familjen Parmeliaceae.  Arten är reproducerande i Sverige. Inga underarter finns listade i Catalogue of Life.